# معهد بحوث المياه الجوفية (مصر)

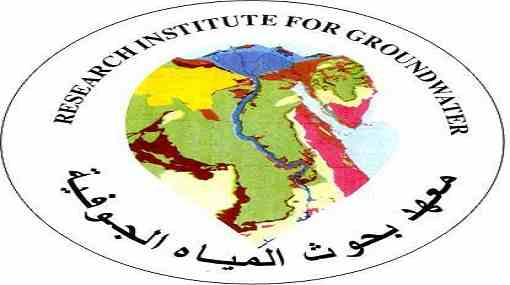
شعار معهد بحوث المياه الجوفية في مصر، أحد أبرز الجهات الرسمية المعنية بالمياه الجوفية وإدارتها

يعتبر معهد بحوث المياه الجوفية هو أحد المعاهد التابعة للمركز القومي لبحوث المياه القابع بمنطقة القناطر الخيرية. ويقع على عاتق المعهد القيام بالدراسات والأبحاث القصيرة الأمد والطويلة الموقعية منها والإقليمية إلى جانب البرامج الاستراتيجية بهدف تحديث مخططات تنمية وإدارة المياه الجوفية وحمايتها من التدهور وضمان تواصل التنمية.

## مشاريع المعهد
اعلنت وزارة الموارد المائية عن قاعدة بيانات حديثة متكاملة وخرائط متخصصة لتقييم ثرواتها من المياه الجوفية في جميع المحافظات، والتي تم اعدادها علي احدث المعايير وطبقا للمواصفات البحثية العالمية ويجري وتوزيع الموارد المائية المتاحة، كماُ ونوعاُ علي كل القطاعات التنموية بالإضافة إلي البحث عن موارد جديدة لمواجهة تحديات المستقبل، وتحقيق الأمن المائي علي أسس علمية وتكنولوجية.